# Жбунаста камфорика
Жбунаста камфорика (лат. Camphorosma monspeliaca) је врста која припада фамилији Chenopodiaceae. Род обухвата 5 врста, а на територији Србије расту само две врсте C. аnnua и C. monspeliaca.  Род је описао Карл фон Лине и дао назив Camphorosma због специфичног мириса биљака који подсећа на камфор.
Жбунаста камфорика је вишегодишња зељаста биљка или полужбун. У подлози се налази јак, одрвенели, дебели корен, а од њега полази већи број стабљика. Оне су беличасте, при основи често одрвенеле. Дугачке су до 50 cm, доста разгранте и са густим меканим длакама. Листови су наизменични, игличастог облика, на леђној страни су са израженим светлим главним нервом. У пазуху листова се често развијају стерилни изданци који подсећају на пршљен листова. Цветови су груписани у збијене дихазијуме, који граде јајасте или класолике цвасти. Цветови су двополни и једпополни женски. Цветни омотач је четворочлан, личи на буре, а са унутрашње стране се налазе чланковите, жлездасте длаке, које миришу на камфор. Листићи цветног омотача међусобно до половине срастају. На врху цветног омотача током цветања су четири узана режња. У цвету су четири прашника чији су филаменти дужи од цветног омотача. Цвета од јула до септембра, а бињке се опрашују анемофилијом. Плод је благо спљоштена орашица. Врста се рацејева мирмекохорно и аутохорно. Размножава се пре свега вегетативно, бочним изданцима из полеглих грана, док је клијање веома споро и слабо.
Врста је забележена у приморским сланим стаништима, континеталним слатинама, пустарама, степама и полупустињама. Ареал врсте обухвата територије Средоземља (укључујући и северну Африку), источне делове Балканског полуострва, Малу Азију, Крим, јужну Русију, Закавказје, централну Азију, јужни Сибир, а на исток до Монголије и Кине. Припада евроазијском флорном елементу. У Србији је забележена у околини Мерошине (Лепаја и Облачина) и у Лалиначкој слатини код Ниша.
Врста је Правилником о проглашењу и заштити строго заштићених и заштићених дивљих врста биљака, животиња и гљива, проглашена као строго заштићена врста на територији Републике Србије. Као главни негативни фактори у Србији наводи се мелиорација слатине, заоравање, испаша, као и депонија смећа на Лалиначкој слатини. 